# توم غودوين (روائي)
توم غودوين (بالإنجليزية: Tom Godwin)‏ (6 يونيو 1915، أريزونا في الولايات المتحدة - 31 أغسطس 1980)؛ كاتب وروائي أمريكي.

## روابط خارجية
- توم غودوين على موقع IMDb (الإنجليزية)